# 青蛙DX
青蛙DX（日语：／ Kaeruterakkusu，5月2日—），日本漫畫家。出身於關西地方。大阪藝術大學短期大學部設計美術學科視覺設計課程畢業。
在《Manga Time Kirara Forward》（芳文社）連載《觀音寺睡蓮的苦惱》的同時，活躍於Twitter和部落格上發布了將自己描繪成青蛙的繪畫日記和報導漫畫。

## 來歷

### 學生時代開始
學生時代起就將創作漫畫作為一種愛好。進入大阪藝術大學短期大學部設計美術學科視覺設計課程學習。在大學取得教師執照。隨後2021年，發表了描繪教師培訓課程和教學實踐的漫畫，並在Twitter上獲得了近3萬個「點贊」。
大學畢業後，在網頁設計公司工作期間，以「（青蛙DX）」的名義創作漫畫。由於日程繁忙，創作漫畫作為副業變得困難，因此成為一名漫畫家。2018年11月，於Twitter上公佈了一篇關於朝聖的報導漫畫後，受到（ITmedia）邀請的撰稿。此後，與系列在同一網站上發布。

### 連載開始後
將手稿交給出版社並決定短篇方式出版。本身喜歡百合，2019年，在《Manga Time Kirara Forward》（芳文社）中以特別刊登的方式發表了短篇百合喜劇《觀音寺睡蓮的苦惱》，並從2020年2月23日發行的4月號開始進行連載。該作品也推出了單行本。
2021年，讀者的回應是「描繪悲傷時刻的漫畫」和「在秋葉原被發掘的漫畫」。
2023年4月29日，因工作繁忙被送往醫院休養，5月10日康復。

## 作品列表

### 漫畫作品
- 觀音寺睡蓮的苦惱（日语：観音寺睡蓮の苦悩）（《Manga Time Kirara Forward》2020年2月號特別刊登[13]、4月號[14]—2022年9月號，全4冊）
- [18]（2022年7月23日發行[19]，KADOKAWA）

### 網路漫畫
- （發佈，2018年11月11日[11]—）
- [3]（原作：武士道，2023年4月5日—）

## 腳註

## 外部連結
- （日語）—青蛙DX的官方個人部落格。
- 青蛙DX的X（前Twitter） （日語）
- （日語）